# Égat
Égat é uma comuna francesa na região administrativa da Occitânia, no departamento dos Pirenéus Orientais. Estende-se por uma área de 4.47 km², com 430 habitantes, segundo o censo de 2018, com uma densidade de 96 hab/km².